# Tillandsia gardneri
Tillandsia gardneri là một loài thuộc chi Tillandsia. Đây là loài bản địa của Brasil và Venezuela.

## Hình ảnh

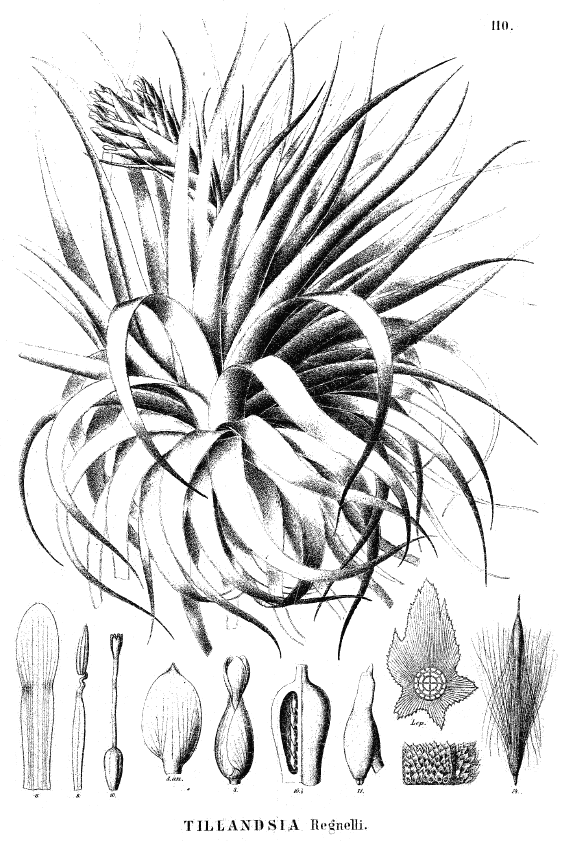
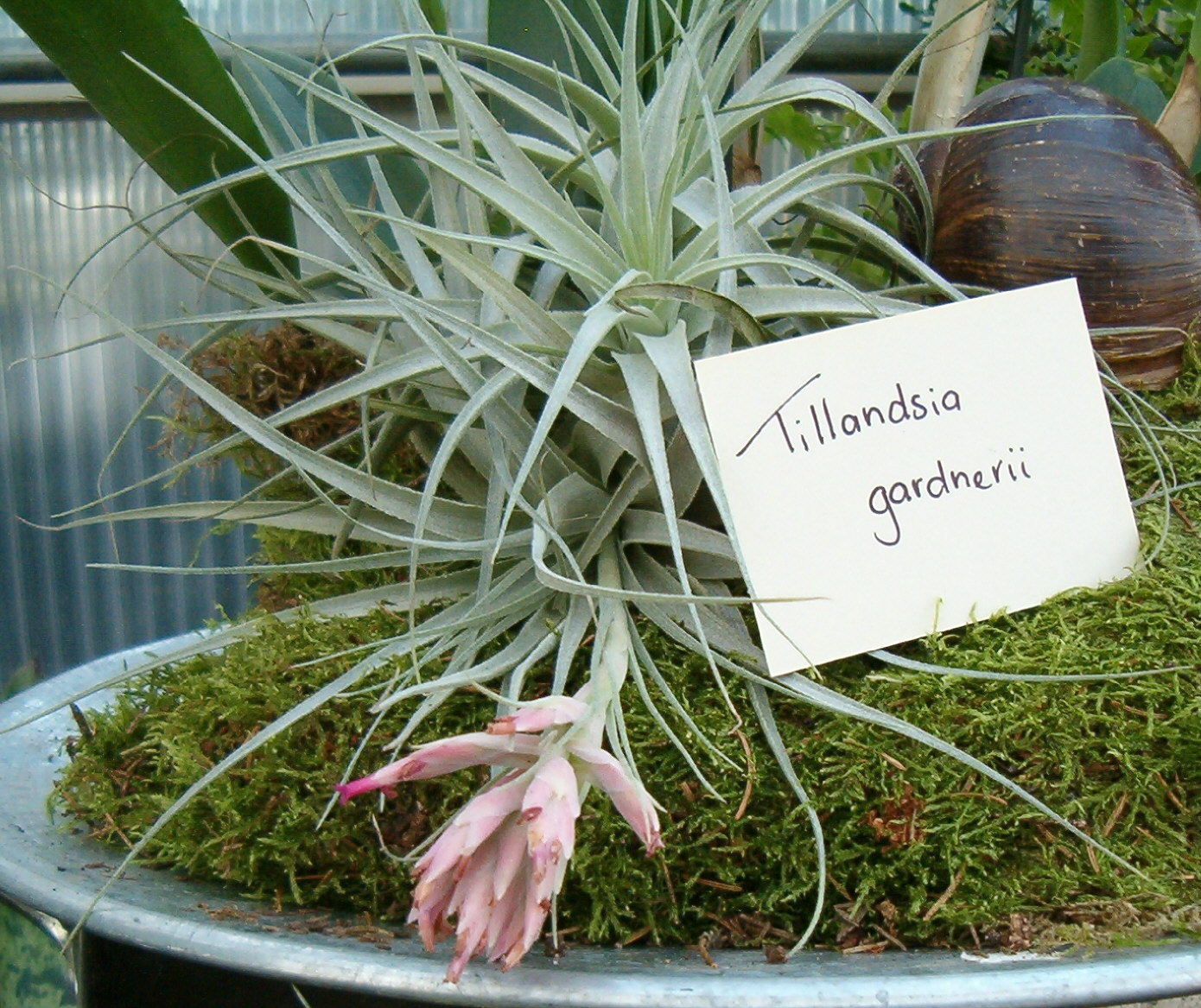

## Giống
- Tillandsia 'Feather Duster'
- Tillandsia 'Gardicta'
- Tillandsia 'Quicksilver'
- Tillandsia 'Tropic Skye'